# (2748) Patrick Gene
(2748) Patrick Gene es un asteroide perteneciente al cinturón de asteroides descubierto por Carolyn Jean S. Shoemaker el 5 de mayo de 1981 desde el observatorio del Monte Palomar, Estados Unidos.

## Designación y nombre
Patrick Gene fue designado inicialmente como 1981 JF2.
Más tarde, en 1983, se nombró en honor de Patrick Gene Shoemaker, hijo de la descubridora.

## Características orbitales
Patrick Gene orbita a una distancia media del Sol de 2,806 ua, pudiendo alejarse hasta 3,187 ua y acercarse hasta 2,424 ua. Tiene una inclinación orbital de 4,224 grados y una excentricidad de 0,136. Emplea en completar una órbita alrededor del Sol 1716 días.

## Características físicas
La magnitud absoluta de Patrick Gene es 12,4. Está asignado al tipo espectral S de la clasificación SMASSII.